# Hexomyza caraganae
Hexomyza caraganae är en tvåvingeart som beskrevs av Gu 1991. Hexomyza caraganae ingår i släktet Hexomyza och familjen minerarflugor.
Artens utbredningsområde är Nei Mongol (Kina). Inga underarter finns listade i Catalogue of Life.